# Atelopus sorianoi
Espèce
Statut de conservation UICN

 CR A2ace; B2ab(iii,v) : 
En danger critique
Atelopus sorianoi est une espèce d'amphibiens de la famille des Bufonidae.

## Répartition
Cette espèce est endémique de l'État de Mérida au Venezuela. Elle se rencontre près de Guaraque entre 2 400 et 2 718 m d'altitude dans la cordillère de Mérida dans un seul cours d'eau d'une forêt de nuage isolée.

## Étymologie
Cette espèce est nommée en l'honneur de Pascual Joaquín Soriano Montes.

## Publication originale
- La Marca, 1983 : A new frog of the genus Atelopus (Anura: Bufonidae) from a Venezuelan cloud forest. Milwaukee Public Museum Contributions in Biology and Geology, vol. 54, p. 1-12.